# Astragalus americanus
Astragalus americanus es una especie de planta del género Astragalus, de la familia de las leguminosas, orden Fabales.
Fue descrita científicamente por (Hook.) M. E. Jones.